# 関有美子
関 有美子（せき ゆみこ、1998年〈平成10年〉6月29日 - ）は、日本のタレント、元アイドルであり、女性アイドルグループ・櫻坂46の元メンバーである。福岡県出身。身長167 cm。血液型はA型。

## 略歴
1998年6月29日、福岡県で生まれる。
中学生の時、吹奏楽部に入部、アルトサックスを始める。
大学生の時、『坂道合同新規メンバー募集オーディション』に応募する。
2018年8月19日、『坂道合同新規メンバー募集オーディション』に合格。同年11月29日、欅坂46への配属が決定。同年12月10日、日本武道館で開催された『欅坂46二期生/けやき坂46三期生 お見立て会』で欅坂46の2期生としてお披露目された。
2022年12月13日、自身のブログにて櫻坂46の5thシングルの活動をもってグループを卒業することを発表。
2023年1月19日、公式Instagramアカウントを開設。
2023年4月30日、出身地・福岡県にある福岡国際センターにて開催された「櫻坂46 3rd TOUR 2023 福岡公演」の中で行われた卒業セレモニーをもってグループを卒業した。
2023年7月5日深夜（7月6日未明）放送のテレビ朝日の番組『まんが未知』に出演し、タレントとして芸能活動再開。
2025年1月4日、自身のInstagramにて、「グループを卒業発表してからずっと思い描いていた夢」としてアパレルブランド『reoa』を始めることを発表した。

## 人物

### 欅坂46・櫻坂46
自身のお嬢様エピソードの数々が紹介されることが多く、同じグループの元メンバーの菅井友香と並ぶお嬢様キャラとして知られ、冠番組『そこ曲がったら、櫻坂?』（テレビ東京）ではMCの土田晃之・澤部佑から有美子会長と呼ばれている。会長というのは元々はお嬢様であることを表していたわけではなく、メンバーの1人である武元唯衣を愛でる"唯衣ちゃんを愛でる会"の会長であることに由来する。
憧れのメンバーは渡辺梨加。メンバーの井上梨名や小池美波とは、SHOWROOM配信をするなど仲が良い。また、原田葵（現・フジテレビアナウンサー）と仲の良い井上、武元、松田里奈とともに"原田葵軍団"を結成している。

### 趣味・嗜好
福岡ソフトバンクホークスのファンであり、2022年6月12日、ソフトバンクホークスの女性ファン向けイベント『タカガール♡デー』の2日目に、始球式を行った。
好きなことは、アイドルや音楽の鑑賞、漫画、ゲーム。好きな漫画は『HUNTER×HUNTER』、『ONE PIECE』。好きなゲームは『あつまれ どうぶつの森』。

### 性格
穏やかな性格で、土生瑞穂曰く、怒っているところをあまり見たことがないという。

## 作品

### シングル
欅坂46
- 誰がその鐘を鳴らすのか?（2020年8月21日）

櫻坂46
- なぜ 恋をして来なかったんだろう？（2020年12月9日、SRCL-11620/8） - EAN 4547366481594。
- Plastic regret（2020年12月9日、SRCL-11622/3） - EAN 4547366481600。
- 偶然の答え（2021年4月14日、SRCL-11748/56） - EAN 4547366498608。
- Microscope（2021年4月14日、SRCL-11752/3） - EAN 4547366498622。
- 櫻坂の詩（2021年4月14日、SRCL-11756） - EAN 4547366498646。
- ソニア （2021年10月13日、SRCL-11920/1）- EAN 4547366524567。
- 無言の宇宙（2021年10月13日、SRCL-11926/7） - EAN 4547366524598。
- 五月雨よ（2022年4月6日、SRCL-12130/8） - EAN 4547366549829。
- 僕のジレンマ（2022年4月6日、SRCL-12130/8） - EAN 4547366549829。
- I'm in（2022年4月6日、SRCL-12130/1） - EAN 4547366549829。
- 恋が絶滅する日（2022年4月6日、SRCL-12138） - EAN 4547366549867。

### アルバム
欅坂46
- 永遠より長い一瞬 〜あの頃、確かに存在した私たち〜（2020年10月7日、SRCL-11510/6） - EAN 4547366450224。

櫻坂46
- As you know?（2022年8月3日、SRCL-12174/9） - EAN 4547366567960。

### 映像作品
- 欅坂46 二期生特典映像「Avenir」（2019年2月27日） - EAN 4547366383348。
- 欅坂46 LIVE at 東京ドーム 〜ARENA TOUR 2019 FINAL〜（2020年1月29日）- EAN 4547366438758。
- 欅共和国2019（2020年8月12日） - EAN 4547366462937。
- 欅坂46 ANNIVERSARY LIVE Director's Cut Collection（2020年10月7日） - EAN 4547366450224。
- 欅坂46 ARENA TOUR Director's Cut Collection（2020年10月7日） - EAN 4547366450231。
- KEYAKIZAKA46 Live Online, but with YOU!（2020年12月9日）- EAN 4547366481594, EAN 4547366481600。
- 関有美子（2020年12月9日） - EAN 4547366481624。
- 僕たちの嘘と真実 Documentary of 欅坂46（2021年2月3日） - EAN 4988104127983。
- 欅坂46 THE LAST LIVE（2021年3月24日） - EAN 4547366496833。
- 櫻坂46 デビューカウントダウンライブ!!（2021年4月14日） - EAN 4547366498608。
- Making of デビューカウントダウンライブ!!（2021年4月14日） - EAN 4547366498615。
- Sakurazaka46 BACKS LIVE!! 〜Center Performance Collections〜（2021年10月13日） - EAN 4547366524567, EAN 4547366524574, EAN 4547366524581, EAN 4547366524598。
- Sakurazaka46 3rd Single BACKS LIVE!! 〜Center Performance Collections〜 （2022年4月6日）- EAN 4547366549836, EAN 4547366549843, EAN 4547366549850。
- Sakurazaka46 1st TOUR 2021 FINAL at さいたまスーパーアリーナ（2022年8月3日） - EAN 4547366567960。
- W-KEYAKI FES. 2021 -DAY1- at 富士急ハイランド コニファーフォレスト（2022年8月3日） - EAN 4547366567977。

## 出演

### テレビ番組
- まんが未知 (テレビ朝日、2023年7月5日、12日) - ゲスト[24]
- イワクラと吉住の番組 (テレビ朝日、2023年11月14日、21日) - ゲスト[25]

### 配信番組
- 鷹のつどい （SPOOX、2022年8月6日 - ） - アシスタント[26]。